# Рычкова, Вера Дмитриевна
Ве́ра Дми́триевна Рычко́ва (род. 3 мая 1950, Киров) — советская и российская театральная актриса и педагог. Актриса Тверского театра драмы с 1973 года. Заслуженная артистка Российской Федерации (1994). Народная артистка Российской Федерации (2003). Доцент филиала Высшего театрального училище имени М. С. Щепкина при Малом театре.

## Биография
Вера Рычкова родилась 3 мая 1950 года в Кирове.
В 1972 году окончила Ленинградский государственный институт культуры (ныне Санкт-Петербургский государственный институт культуры). С 1973 году работает актрисой в Тверском областном академическом театре драмы.
Лауреат и дипломант всесоюзных и всероссийских театральных фестивалей. 11 апреля 1994 года ей было присвоено звание заслуженной артистки РФ, 30 января 2003 года — звание народной артистки РФ. В 2010 году была награждена знаком губернатора «За заслуги в развитии Тверской области».
Преподаватель Тверского курса Высшего театрального училища имени Щепкина.

## Театральные работы
- Аня, Варя и Раневская («Вишнёвый сад» Антона Павловича Чехова)
- Анна и Богаевская Татьяна Николаевна («Варвары» Максима Горького)
- Лена («Похожий на льва» Рустама Ибрагимбекова)
- Рита («Цилиндр» Эдуардо Де Филиппо)
- Сильвия («Игра любви и случая» Пьера де Мариво)
- Она («Скамейка» Александра Исааковича Гельмана)
- Дотти и Доротея («Прекрасное воскресенье для пикника» Теннесси Уильямса)
- Сильвия («Два веронца» Уильяма Шекспира)
- Леди Гамильтон («Завещание адмирала Нельсона» Теренса Реттигена)
- Марта-Изабелла («Деревья умирают стоя» Алехандро Касоны)
- Лоренца («Римские будни» В. Гончарова)
- Наталья («Наталья» Сергеева)
- Лариса («Бесприданница» Александра Николаевича Островского)
- Юлия Тугина («Последняя жертва» Александра Николаевича Островского)
- Полин («Мачеха» Оноре де Бальзака)
- Сурмилова («Лев Гурыч Синичкин» Дмитрия Тимофеевича Ленского)
- Анна («Анна Каренина» Льва Николаевича Толстого)
- Софья («Последние» Максима Горького)
- Наталья Дмитриевна («Старые русские» Бориса Михайловича Рацера)
- Мария Стюарт («Елизавета против Елизаветы» Фридриха Шиллера)
- Кручинина («Без вины виноватые» Александра Николаевича Островского)
- Турусина («На всякого мудреца довольно простоты» Александра Николаевича Островского)
- Прюданс («Любовь Маргариты Готье» Александра Дюма-сына)
- Миссис Шаттлуорт («Красотка и семья» Уильяма Моэма)
- Женя Рощина («На закате солнца» Юлии Дамскер)
- Ивон («Трудные родители» Жана Кокто)
- Мелия («Господин, который платит» Ива Жамиака)
- Аманда Уингфильд («Стеклянный зверинец» Теннеси Уильямса)
- тётя Анхелина («Третье слово (Дикарь)» Алехандро Касоны)
- артистка («Благотворительница» Нины Леонидовны Персияниновой)
- Мерчуткина («Юбилей»), Она («Рассказ госпожи NN» — «Антон Павлович шутит…» Антона Павловича Чехова)
- Мадлена Бежар («Кабала святош» Михаила Афанасьевича Булгакова)[3][2].